# Michael Gottlieb Bindesboll
Michael Gottlieb Bindesbøll (Ledøje, 5 settembre 1800 – Frederiksberg, 14 luglio 1856) è stato un architetto danese.
Michael Birckner Gottlieb Bindesbøll alias Michael Gottlieb Bindesboll è stato l'esponente in architettura del tardo neoclassicismo in Danimarca dove a Copenaghen ha realizzato nel 1848 il Museo Thorvaldsen ispirato allo stile pompeiano.
Visitò liberamente anche altri stili come il neogotico della chiesa di Hobro realizzata nel 1850 il cui progetto non era privo di originalità così come gli edifici della Danish Medical Association del 1853.